# Union Rémoise des Arts Décoratifs
En 1922, l’architecte Ernest Kalas (1861-1928), fonda, avec le peintre Paul Bocquet et Abel Jamas. l’Union Rémoise des Arts Décoratifs (URAD). Elle deviendra, en 1927, l’Union Champenoise des Arts Décoratifs (UCAD).

## Objectifs
L’objectif des créateurs de l’URAD, est de stimuler la création en Champagne-Ardenne, de décentraliser les métiers de la création et moderniser les industries d’art.
Elle reprend plus tardivement, la même ambition que l'École de Nancy.

## Historique
En 1922, l’architecte Ernest Kalas (1861-1928), fonda, avec le peintre Paul Bocquet et Abel Jamas. L’Union Rémoise des Arts Décoratifs (URAD).
En 1927, changement de dénomination, l’Union Rémoise des Arts Décoratifs (URAD) devient l’Union Champenoise des Arts Décoratifs (UCAD).

## Présidents, conservateurs en chef, directeurs, membres

### Présidents de l'Union Rémoise des Arts Décoratifs (URDA)
- de 1922 à ? : Ernest Kalas,
- de 1924 à 1933 : Edmond Herbé,

### Membres de l'URDA
- Georges Chauvet,
- Marcel Decrion,
- Paul Bocquet,
- Jacques Simon
- Abel Jamas.

## Expositions
Dès 1922, l’URAD organise des expositions, d’abord à la Chambre de commerce et d’industrie de Reims, puis au Musée des Beaux-Arts de Reims.
La 1 ère Exposition Annuelle d'Arts modernes organisée par l’URAD se tient du 15 septembre au 15 octobre 1922.
En 1926, le 4è Salon Régional d’Arts modernes a lieu du 30 mai au 4 juillet au Musée des Beaux-Arts de Reims.
En 1927, le 5è Salon Régional d’Arts modernes quitte Reims pour Epernay alors que l’URAD devient l’Union Champenoise des Arts Décoratifs (UCAD).

## Prix décernés par l’URAD puis l’UCAD
L’URAD attribue, en 1923, la médaille d’argent du concours de façade de l’Union Rémoise des Arts Décoratifs pour la facade de l’immeuble construit au 41 rue du Barbâtre à Reims.

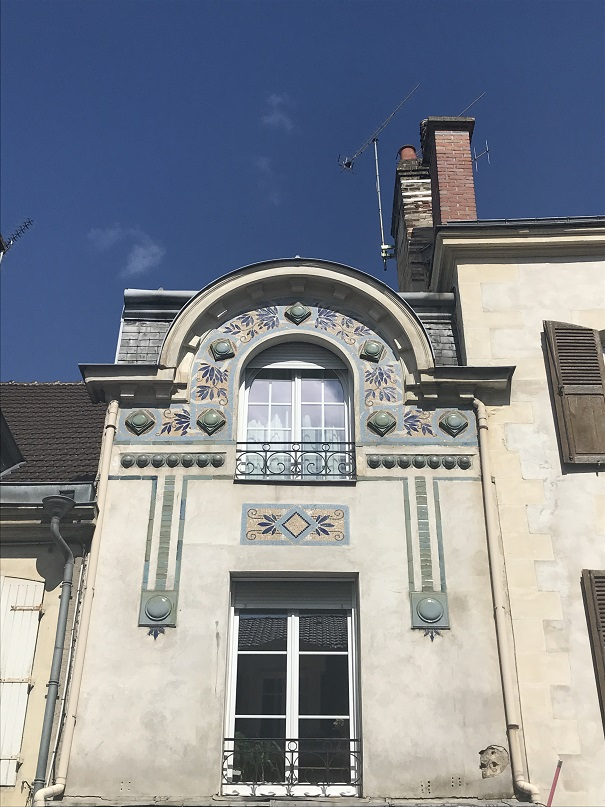
41 Rue du Barbâtre (Reims), façade.